# 14967 Madrid
14967 Madrid este o planetă minoră (asteroid) din centura de asteroizi. A fost descoperită pe 6 august 1997 la Observatorul Astronomic din Mallorca⁠(d) de Ángel López Jiménez⁠(d) și a fost numită după Madrid. 
Obiectul prezintă o orbită caracterizată de o semiaxă mare de 2,5603653 UAi, o excentricitate de 0,14, o înclinație de 6,03398 ° în raport cu ecliptica.